# Saint-Victor-des-Oules
Saint-Victor-des-Oules é uma comuna francesa na região administrativa de Occitânia, no departamento de Gard. Estende-se por uma área de 4,77 km². Em 2010 a comuna tinha 308 habitantes (densidade: 64,6 hab./km²).